# Li (sobrenome)
Li (escrito  Lí, Lǐ ou Lì aquando utilizados vários tons diacríticos) é a romanização pinyin de vários e distintos sobrenomes chineses escritos com diferentes caracteres chineses, Li 李 é de longe o mais comum entre eles, compartilhado por 93 milhões de pessoas na China, e mais de 100 milhões em todo o mundo. É o segundo sobrenome chinês mais comum antecipando-se a Wang.